# Haplopteris angustifolia
Haplopteris angustifolia là một loài dương xỉ trong họ Pteridaceae. Loài này được Blume E.H. Crane mô tả khoa học đầu tiên năm 1997.